# Metropolia di Chaldia, Cheriana e Cerasonte

Mappa delle sedi metropolitane del patriarcato di Costantinopoli in Anatolia attorno al 1880.

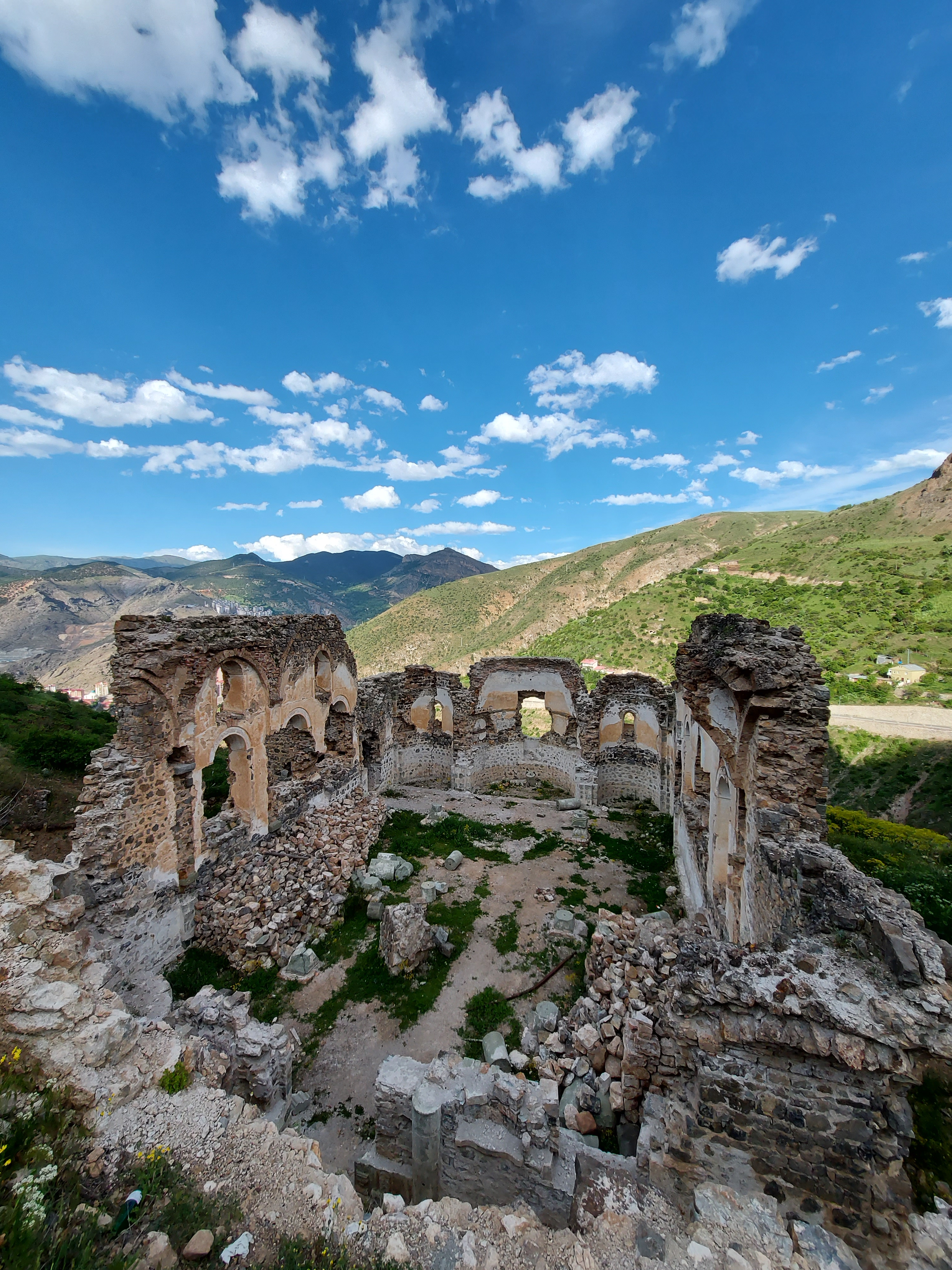
Rovine della chiesa di San Giorgio a Gümüşhane.

La metropolia di Chaldia, Cheriana e Cerasonte (in greco: Ιερά Μητρόπολης Χαλδίας, Χερίανων και Κερασούντος; Ierá Mitrópolīs Chaldías, Cheríanōn kai Kerasoúntos)  è una sede soppressa del patriarcato di Costantinopoli.

## Storia
La metropolia deve il suo nome all'antico thema bizantino di Chaldia e a due antiche diocesi del patriarcato di Costantinopoli, Cheriana (Şiran) e Cerasonte (Giresun).
La diocesi di Cerasonte, attestata dal V secolo, è documentata nelle Notitiae Episcopatuum del patriarcato di Costantinopoli fino al XV secolo, dapprima come suffraganea dell'arcidiocesi di Neocesarea e poi, a partire dalla fine dell'XI secolo, come sede metropolitana senza suffraganee. La metropolia è ancora documentata nel XVII secolo, epoca nella quale venne soppressa e il suo territorio annesso a quello della metropolia di Trebisonda nell'ottobre del 1698.
La diocesi di Cheriana è attestata solo a partire dalla Notitia Episcopatuum attribuita all'imperatore Leone VI all'inizio X secolo tra le suffraganee della sede di Trebisonda. Successivamente la diocesi prese il nome di Chaldia con sede a Argiropoli (in turco Gümüşhane). Tra il 1624 e il 1653 fu elevata al rango di arcidiocesi, e nel luglio 1767 divenne una metropolia del patriarcato, con il nome di "Chaldia e Cheriana".
Nel 1913 la metropolia incorporò una porzione di territorio appartenuto alla metropolia di Trebisonda, tra cui la città e i territorio dell'antica Cerasonte. Contestualmente assunse il nome di "Chaldia, Cheriana e Cerasonte".
A seguito del trattato di Losanna, per porre fine alla guerra greco-turca, nel 1923 fu attuato uno scambio di popolazioni tra Grecia e Turchia che portò alla totale estinzione della presenza cristiana ortodossa nel territorio della metropoli.
Il titolo di metropolita di Chaldia, Cheriana e Cerasonte è ancora assegnato, ma è un semplice titolo vescovile non residenziale.

## Cronotassi
- Callistrato † (fine XIV / inizio XV secolo)[7]
- Macario † (menzionato nel 1520)
- Daniele † (menzionato nel 1560)
- Teolepto † (prima del 1610 ? - dopo il 1624 ?)
- Silvestro † (1624 ? - 1653 dimesso)
- Eutimio † (dicembre 1653 - dopo il 1660)
- Germano † (menzionato nel 1667)
- Gregorio I † (prima del 1680 - 1683)
- Gregorio II † (25 dicembre 1684 - luglio 1694)
- Filoteo † (13 luglio 1694 - 27 luglio 1717)
- Ignazio I † (12 settembre 1717 - 17 aprile 1734)
- Ignazio II † (1734 - 26 ottobre 1749 deceduto)
- Paisio † (1749 - dopo il 1755)
- Dionisio † (prima del 1767 - 1783 deceduto)
- Teofane † (novembre 1783 - 1790)
- Sofronio Lazaridis † (novembre 1790 - 13 novembre 1818 deceduto)
- Silvestro Lazaridis † (gennaio 1819 - 6 agosto 1830 deceduto)
- Teofilo Adysaios † (settembre 1830 - 17 febbraio 1864 deceduto)
- Gervaso Soumelidis † (14 luglio 1864 - 1º maggio 1905 dimesso)
- Lorenzo Papadopoulos † (1º maggio 1905 - 25 ottobre 1922 eletto metropolita di Filippi)
- Basilio Komyopoulos † (25 ottobre 1922 - 10 maggio 1924 deposto)
- Basilio Komyopoulos † (19 giugno 1930 - 2 ottobre 1930 eletto metropolita di Drama) (per la seconda volta)
- Cirillo Axiotis † (10 ottobre 1943 - 1º maggio 1991 deceduto)
- Spiridone Papageorgiou (19 agosto 1999 - 4 settembre 2000 sospeso)